# Punomys
A Punomys az emlősök (Mammalia) osztályának rágcsálók (Rodentia) rendjébe, ezen belül a hörcsögfélék (Cricetidae) családjába tartozó nem.

## Rendszerezés
A nembe az alábbi 2 faj tartozik:
- Punomys kofordi Pacheco & Patton, 1995
- Punomys lemminus Osgood, 1943 - típusfaj